# إدي روبرتس
إدي روبرتس (بالإنجليزية: Eddie Roberts)‏ هو لاعب كرة قدم بريطاني في مركز حراسة المرمى، ولد في 16 نوفمبر 1947 في ليفربول في المملكة المتحدة. لعب مع نادي ترانمير روفرز وويغان أتلتيك.